# Fondation Orient-Occident
 (juillet 2025).
La Fondation Orient-Occident est une association marocaine créée 1994 par Yasmina Filali  et reconnue d'utilité publique  le 5 février 1996.